# それいけ!アンパンマン キラキラ星の涙
『それいけ!アンパンマン キラキラ星の涙』（それいけアンパンマン キラキラぼしのなみだ）は、1989年（平成元年）3月11日公開の、映画『それいけ!アンパンマン』シリーズ通算第1作。同時上映作品は『おねがい!サミアどん』と『ロボタン』。
全日本私立幼稚園連合会、社会福祉法人日本保育協会、社会福祉法人全国社会福祉協議会・全国保育協議会推薦作品。
キャッチコピーは、『愛と夢のメッセンジャー』、『アンパンマンが映画館に、やってくる！』。

## 概要
『それいけ！ アンパンマン』初の劇場作品。アンパンマン達がヒロインのナンダ・ナンダー姫と共に、秘宝の宝石『キラキラの涙』を探してアンパンマンワールドを旅する冒険記。パン工場の周辺から氷の国、砂漠へと、より広い範囲で舞台が移動する。TVシリーズの延長線ながらも、美術背景がより細かく描き込まれている。
やなせの回想によると、TVシリーズの好評から急遽制作が決まり、準備期間がほとんどなく、突貫で作ったとのこと。作画ミスも見られる。
また、カツドンマンとかまめしどん、ユキダルマン、氷の女王とゆきおおかみ、さかさまん、すなおとこ、ドロンコ魔王は、この映画で先行登場した（テレビシリーズ初登場は、この映画公開後に放送の第39話B『アンパンマンとゆうきのはな』、第40話『アンパンマンとどんぶりまんトリオ』、第45話A『アンパンマンとすなおとこ』、第93話A『アンパンマンとカキゴーリラ』、第157話B『アンパンマンと氷の女王』、TV第1376話『アンパンマンとどろんこ魔王』）。映画で出会ったため、TVアニメでは知り合いからスタートしているものとそうでないものがある。
アンパンマンシリーズの映画本編では歴代最長（約75分）。オープニング『アンパンマンのマーチ』では1番が採用され、エンディング『勇気りんりん』ではフルコーラス、同時上映が他作品だったりなど、以降の作品と差異が多い。

## あらすじ
いつものようにパトロールをしていたアンパンマン。突然嵐が来て、雷に打たれて落下しそうになったところを、宇宙船に助けられる。ところが、その宇宙船も落雷に打たれて墜落してしまい、アンパンマンは宇宙船の乗組員を助けに行く。嵐が過ぎ、宇宙船が落ちた森には壊れてバラバラになったロボットがあった。
そのロボットのマルデ・ヘンダーはパン工場でジャムおじさんに修理してもらった。マルデ・ヘンダーは故郷のキラキラ星から恐ろしいドロンコ魔王に奪われた秘宝・キラキラの涙を探しに星の主のナンダ・ナンダー姫と共にやってきたのだ。
一方、森でばいきんまんと出会ったナンダ・ナンダー姫はキラキラの涙の秘密を彼に知られてバイキン城で捕まってしまう。しかし、ばいきんまん同様、キラキラの涙が欲しくなったドキンちゃんの手助けにより脱出したナンダ・ナンダー姫はアンパンマン達と出会い、マルデ・ヘンダーとも無事に再会した。
そしてキラキラの涙を探しにナンダ・ナンダー姫たちと一緒に出発したアンパンマンと仲間たちは、無事にキラキラの涙を見つけ出せるのか…?

## 登場キャラクター（キャスト）

### レギュラーキャラクター
アンパンマン
声 - 戸田恵子
キラキラの涙を無事に見つけて取り戻すため、後半からはばいきんまんとは戦わず、説得する場面もあった（追いかけたり逃げたりするシーンはある）。事件後はしょくぱんまん、カレーパンマンと共にキラキラ星へ帰るナンダ・ナンダー姫を見送った。
ばいきんまん
声 - 中尾隆聖
キラキラの涙を手に入れて王様になろうと企む。アンパンマンを敵視してアンパンマンを襲うも、アンパンマンからは説得させられたり、追いかけられたり逃げられたりするだけで、彼からアンパンチを受けることはなかった。ただし、ドキンちゃんからは「またアンパンマンにやられちゃった」という言葉をかけられる。ドロンコ魔王を「ドロちゃん」と呼んで彼を利用するが、逆に利用されてしまいドキンちゃんの説得をも無視して自棄を起こした。事件後も懲りずに「今度こそアンパンマンをやっつけてやるからな」と捨て台詞を残して立ち去っていった。
ジャムおじさん
声 - 増岡弘
マルデ・ヘンダーを直したり、かまど放射器で氷の女王からアンパンマン達を助けた。気持ちが焦っているナンダ・ナンダー姫やマルデ・ヘンダーに「夜明けを待つのは必要だ」と注意した。
バタコさん
声 - 佐久間レイ
アンパンマンたちを支えた。アンパンマン、しょくぱんまん、カレーパンマンが不在の際は、おむすびまんに助けられた。「おむすびまんさん」と、彼のことを呼んだ。
めいけんチーズ
声 - 山寺宏一
ジャムおじさんたちの手伝いをした。
しょくぱんまん
声 - 島本須美
マルデ・ヘンダーに光を当てられた時に「スクリーンと間違えないでください」とツッコミを入れている。吹雪にあった時は「こんな寒い日はトーストになりたい気分です」とも言っていた。ナンダ・ナンダー姫が捕まったのをばいきんまんから救出したのは、彼である。また、氷の女王に見つけられた際には、隙をついて脱出を試みるも、彼女の強力な吹雪で氷漬けにされた。
カレーパンマン
声 - 柳沢三千代
序盤でジャムおじさんに知らせるため、しょくぱんまんやアンパンマン達と別行動を取った。焼きたてで元気いっぱいの状態で、ゆきおおかみを2体を倒すも、氷の女王の吹雪で劣勢になった。
ドキンちゃん
声 - 鶴ひろみ
ナンダ・ナンダー姫に嫉妬し、キラキラ星の涙の力で女王様になろうと企む。TV第16話B『アンパンマンとぱんどろぼう』でしょくぱんまんに一目惚れしたにもかかわらず、妄想ではしょくぱんまんをアンパンマンやカレーパンマン同様に扱った。伸び縮み槍ではないが、灰色の槍を持っている場面があった。終盤ではドロンコ魔王の企みを知ってアンパンマンたちに寝返ろうとするも、結局失敗に終わり退場している。
どんぶりまんトリオ
てんどんまん
声 - 坂本千夏
アンパンマンたちを助ける為に、駆け付けるも、事件はすでに終わっていた。
カツドンマン
声 - 三ツ矢雄二
ジャムおじさんから知らせを受けて、アンパンマン達に協力しようと駆け付けるも、到着した時にはもう事件は解決していた。
てんどんまんとは自己紹介なく話しかけていた。ただし、てんどんまんとジャムおじさんが知り合いだということを知らなかった。同年のテレビアニメ版では、てんどんまんとカツドンマンは知り合いから始まるも、カツドンマンとかまめしどんはアンパンマンとは初対面で、挨拶するシーンがある。
かまめしどん
声 - 山寺宏一
てんどんまんやカツドンマンと違い、ばいきんまんに中身の丼を食べられることはなかった。そのため、二人に中身を分けて与えた。またばいきんまんに自身を食べてもらえなかったことに少しがっかりしていた。
おむすびまん
声 - 京田尚子
メイン作品の中では本作で最も活躍し、中盤よりアンパンマンたちに助太刀、終盤であるクライマックスのドロンコ魔王戦にも参加する。バタコさんの感謝の言葉に顔を少し赤くしていた。
ひのたまこぞう
声 - 田中真弓
氷の国でカレーパンマンと共に空を飛び回りながらゆきおおかみを退治した。氷の女王の吐く吹雪を浴びた時、赤い色のままで体が縮まった（テレビアニメ版では、体の色が薄くなり、頭だけになってしまう）。その後はかまどに入ってパンを焼いたり、熱風を起こしたりとアンパンマン号の中でジャムおじさんを助けていた。
らーめんてんし
声 - 荘真由美
ジャムおじさんのかまど放射器で氷が溶けて、平地になったものの、集まってくれた町のみんなのために温かいラーメンを御馳走した。“光る石”のうわさを聞いてアンパンマン達に教えた。
かびるんるん
声 - 三ツ矢雄二

### ゲストキャラクター
ナンダ・ナンダー姫（ナンダ・ナンダーひめ）
声 - 折笠愛
性別 - 女
見た目が人間に近いキラキラ星の姫。ピンクの宇宙服と黄色いふたつの星がついた白いヘルメットを被っている。気の強い性格だが、心はとても優しい。ドロンコ魔王に奪われた秘宝の宝石「キラキラの涙」を取り返しにやってきた。アンパンマンに諭され、キラキラの涙の泣き声を聞き取ることができる。ばいきんまんの事を最初は信じていたが騙されていたことに気づいて、アンパンマンを頼るようになった。それでも彼女を気に入ったばいきんまんに助けられるシーンがある（キラキラ星の危機に関してはばいきんまんは無関心）。ドロンコ魔王が倒された後、王冠と美しいドレス姿を披露した。
その後、劇場版の同時上映にてゲストとして登場することがたびたびある。
マルデ・ヘンダー
声 - 水島裕
性別 - 男
ナンカ・ヘンダーの双子の弟で、ナンダ・ナンダー姫のお供をしているロボット。少々ドジなところもあるがやる時はやる真面目な性格。ロボットなのに寒さに弱かったり、氷の涙の宝石によって涙を流すなど、ロボットらしからぬ所がある。体色は藍色。両目は映写機能の付いたレンズ、胸部の中はキラキラの涙を取り戻すまでのタイムリミットを示すメーターになっている。全身を発光させて分厚い氷も溶かせる高熱を出すこともできる。
ドロンコ魔王（ドロンコまおう）
声 - 加藤治
性別 - 男
キラキラの涙の魔力で一番強くて悪い大魔王になった泥の怪物で、本作最大の敵。バイキンロボットが見上げる程の巨大な体型で、頭には武器の触手が大量に生えており、目玉は一つ目。額には不気味に赤黒く染まったキラキラの涙を持つ。ナンダ・ナンダー姫とマルデ・ヘンダーが宇宙船で出かけたすきを突いてキラキラの涙を奪い、故郷のキラキラ星を滅亡寸前にまで陥れた上、アンパンマン達の星までも支配しようと企む。地球へ現れ、世界中をオソレ沼で覆いつくそうとした。高熱には弱いが、アンパンマン号のエネルギーでは足りないほど強力な力を持っている。ばいきんまんやアンパンマンのこと等何でも知っていて、ばいきんまんの口車に乗らなかった。アンパンマンとばいきんまんの共通の敵ともいえる（アンパンマンとばいきんまんはお互いに協力することはなかったが、両者が戦うことも結果的になかった）。キラキラの涙の魔力による圧倒な力でアンパンマンたちを終始圧倒したが、我慢の限界となったナンダ・ナンダー姫が流した涙がキラキラの涙に当たったことで悪しき効力が消え、オソレ沼もろとも浄化された。その後、TVシリーズにも一度だけ登場している。
ドロドロン
性別 - 不明
ドロンコ魔王の手下の泥のお化け。仲間が大量にいる。見た目は可愛らしいが、アンパンチ等で粉々にされてもすぐに再生する厄介な敵。アンパンマン号の熱風の前に全滅した。
氷の女王（こおりのじょおう）
声 - 吉田理保子
性別 - 女
氷で出来た恐ろしい女王。氷の国の氷の城に住んでいる。片手に氷の杖を持ち、頭の上に複数の氷柱が生えているのが特徴。趣味は宝石等の美しい物を集めること。口から吐き出す吹雪で城に入ってきた者を問答無用で凍らせてしまう。
ばいきんまんはどこかに吹き飛ばされたため、彼との接触はなかったが、テレビアニメ版初登場時には、すでにアンパンマンやばいきんまんと知り合いから始まっている。
勝手に城に入ったアンパンマン達を許さずに攻撃したために“アンパンマンたちの敵”という位置づけとなった。最後はアンパンマン号によって氷の城もろとも解けてしまった。解けた際には、野原となっていた。
ゆきおおかみ
性別 - 不明
氷の女王の家来。雪で出来た狼。仲間が何匹もいる。力は強くて姿も色々に変えられる。檻になって、アンパンマン達を閉じ込めた。
さかさまん
Aの声 - 三ツ矢雄二
Bの声 - 山寺宏一
性別 - 男
お尻からの糸で上からぶら下がり、逆さまになって生活している蜘蛛。虹の谷にある洞窟に「光の涙」を隠している。テレビアニメ版と異なり、ぶら下がったままでも普通の言葉を用いて会話する。火が苦手な様子。同行したひのたまこぞうのおかげで勝手に逃げたため、アンパンマンやばいきんまんと戦うことはなかった。
砂男
声 - 玄田哲章
性別 - 男
砂漠で『砂の涙』を守っている砂の魔人。手に持っている細長い砂笛の音の魔力で砂嵐を起こす。水に弱い。アンパンマンやばいきんまんの味方でもなく、特に彼らにとって最大の敵というわけでもなかった（砂嵐を起こしてバタコさんやナンダー姫をさらったり、宝石の持ち主としてばいきんまんを追ったりはしていた）。水が苦手で宝石の封印が解けたことによってそのまま溶けてしまった。
ユキダルマン
Aの声 - ならはしみき
Bの声 - 千原江理子
性別 - 男
雪だるまの妖精。氷の国に大勢の仲間達と住んでいる。無表情で体は冷たい雪で出来ているが、心は温かい。アンパンマン達を助けていたが、氷の女王と共にアンパンマン号の火炎放射の熱で周りの平地もろともユキダルマンも溶けてしまった。しかしジャムおじさん達を責めることもせず、むしろ「冬になったらまた会える」「役に立ててうれしい」と感謝していた。

### その他の登場キャラクター
アンパンマンとナンダ・ナンダー姫が別れる時に集まった人たち。台詞なし。
みみせんせい
カバ夫
ピョン吉（ピョンきち）
ウサ子（ウサこ）
ネコ美（ネコみ）
モン吉（モンきち）
コン太（コンた）
ブタお
クマ太（クマた）
歌「いくぞ!ばいきんまん」のシーンでは、ばいきんまんにお菓子を盗られて泣くも、みんなでお菓子を取り返した。
かぜこんこん
歌「いくぞ!ばいきんまん」のシーンでは、氷の国でばいきんまんに風邪を引かせていた。なお、終盤のシーンではアンコラやゴリラマンと共にやや凝縮されたサイズで描かれていた。
ガランガラ大臣（ガランガラだいじん）
ブルおじさん
ワニおじさん
ペンギンぼうや
ゴリラマン
TV第7話A『アンパンマンとぶたまんまん』では上半身裸であったが、今作ではきちんと服を着ている。
ウータン
はみがきまん
りんごちゃん
服を着ていない。
ポットちゃん
かみなりピカタン
あくびどり
本来はとても大きい身体のはずだがアンパンマンより小さいサイズで描かれていた。
らくがきこぞう
絵筆を燃やされた設定が残っており、現れた時は手ぶらであった。
みるくぼうや
たこやきまん
服を着ていない。
こまどり姉妹（こまどりしまい）
やかんまん
ポン太（ポンた）
ぶたまんまん
服を着ていない。
なめくじら
何故か巨大化サイズで登場した。
ユッキー
ユッキーのお父さん（ユッキーのおとうさん）
ユッキーのお母さん（ユッキーのおかあさん）
ちくりん
後にばいきんまんの配下になっているが、この時は普通に登場し平均サイズだった。
ポポル
ソフトクリームマン
へどろまん
大柄なのだがやはり平均サイズになっている。
犬のおまわりさん（いぬのおまわりさん）
おそうじまん
トラくん
服を着ていない。
やぎ画伯（やぎがはく）
アンコラ
サンタクロース
ルドルフ
クマ校長先生（くまこうちょうせんせい）

## 用語
キラキラ星（キラキラぼし）
ナンダ・ナンダー姫の故郷にしてアンパンマンの星から遥か遠くにある星。とても平和で美しい星であったが、ドロンコ魔王の襲来によって見るも無惨に変わり果てた荒廃した星になってしまう。 なお、本編終了後のエンドロールではキラキラの涙を取り戻したことによる復興の様子が描かれているが、実際にはドロンコ魔王の襲来を逆再生したものになっている。
虹の谷（にじのたに）
光の涙が隠された洞窟がある場所で、アンパンマンが来たときはモノクロ色の風景だった。光の涙の封印をといたおかげで美しい虹色の谷へと変わった。
オソレ沼（オソレぬま）
怪物（ドロンコ魔王）が出るという恐ろしい沼。
ドロンコ魔王がアンパンマンたちの星を征服する足掛かりとして森や町を泥で侵食し飲み込んで作り上げたテリトリー。町人がいたようだが、ドロンコ魔王によって引っ越すことを余儀なくされている。外部は山のように大きく広がっており、夜になると奪ったキラキラの涙の光が不気味に赤黒く光りだす。内部はアンパンマン号やバイキンロボットのライトの光も役に立たないほどの暗闇に包まれ、深部は古代の植物が生い茂る極めて不気味な領域と化している。ドロンコ魔王が浄化されると、オソレ沼は美しい緑あふれる地へと蘇った。

### 乗り物と道具
アンパンマン号（アンパンマンごう）
本作ではかまどのエネルギーを利用し、火炎放射を放つ能力を持っている。ノーズパンチも搭載しているが、もぐりんとぶつかったショックで使用不能となった。
ナンダー姫の宇宙船（ナンダひめのうちゅうせん）
ナンダ・ナンダー姫とマルデ・ヘンダーが乗ってきた宮殿の形をした宇宙船。序盤で嵐に襲われるアンパンマンを助けるが落雷に打たれて大破してしまう。後に終盤でキラキラの涙の力によって修復される。
キラキラの涙（キラキラのなみだ）
キラキラ星に伝わる秘宝の宝石。善人が持てば世界に平和がもたらされ、逆に悪人が持てば数えきれないほど悪の魔力を生み出し、世界を混沌と化す能力を持っている。普段は緑色に美しく光を放つが、悪の魔力を発揮している時は不気味に赤黒く光る。ナンダ・ナンダー姫とマルデ・ヘンダーが宇宙船で出かけたすきを突かれ、ドロンコ魔王に奪われたことでより一層強大な大魔王になった。しかしナンダ・ナンダー姫の涙が呼応したことで再び緑色の光を放ち、平和で美しい星を取り戻した。
氷の涙（こおりのなみだ）
氷の女王がコレクションしていた宝石。3種類あり、そのうちの二つをばいきんまんに奪われるが、正体は氷漬けにされた人々の悲しい涙が凍って出来たものだった。融ければ周囲は悲しみに襲われて泣いてしまう。
光の涙（ひかりのなみだ）
虹の谷にある洞窟に隠されていた宝石。アンパンマンが封印をといて虹の谷はその名のとおり虹色の美しい谷へと変わった。封印が全て解かれた後は小さくなって消えてしまう。
砂の涙（すなのなみだ）
すなおとこが持っていた宝石。砂漠のオアシスの水を封じ込めていた。オアシスがもどったことにより地脈が変動し、砂の城が崩れアンパンマンたちが窮地におちいってしまった。

#### バイキンメカ
バイキンUFO（バイキンユーフォー）
ドキンUFO（ドキンユーフォー）
もぐりん
おなじみの地底戦車メカ。
ばいきんまんロボット
もぐりんを改造して作った踏み潰しロボット。TV第21話1A『アンパンマンとバイキンロボット』に登場したバイキンロボットと同様に、頭の4本のアンテナを触られると操られてしまう。ただし、大きさは、ばいきんまんとドキンちゃん、UFOも入れるくらい大きい。内部には脱出用のバイキンUFOやドキンUFOが収納されている。ドロンコ魔王にそそのかされてアンパンマンたちを襲うが、おむすびまんにコントロールを奪われたことでドロンコ魔王に攻撃し、バラバラにされた。
のちに登場する「だだんだん2号」とはデザインが異なる。また、ばいきんまんロボットも「だだんだん」として扱われることもある。

## スタッフ
- 製作総指揮 - 藤岡豊
- 企画 - 武井英彦
- 原作 - やなせたかし「キラキラ星の涙」（フレーベル館刊）
- 脚本 - 翁妙子
- 音楽 - いずみたく
- 主題歌 - 三木たかし
- キャラクターデザイン - 山田みちしろ
- 作画監督 - 前田実
- 美術 - 横山幸博
- 撮影 - 高橋宏固
- 録音 - 山田悦司
- 整音 - 中戸川次男、柴田信弘
- 編集 - 鶴渕允寿
- プロデューサー - 柳内一彦
- 監督 - 永丘昭典
- 原画 - 徳田悦郎、笠原彰、河村信道、鳥居愛緒、後村武、若山佳治、伊藤一男、山本勝也、徳田幸子、松本文男、増永計介、鈴木寿美、山本天志、今沢恵子、西山里枝、荒牧園美、船塚純子、高島信三郎、赤堀重雄、梶原賢二、古市一郎、大道博政、神原敏昭、三浦弘二、藤谷和宏、半田由利、桑野佳子、松尾裕子、岡村泉、野谷律子、大森幸子、和田恒、野中順子、大西克美、吉田利喜、前田真澄
- 音響効果 - 糸川幸良
- 選曲 - 鈴木清司、合田豊
- 絵コンテ - 大賀俊二、奥脇雅晴
- 文芸担当 - 小野田博之
- 作画監督補  - 川越淳
- 助監督 - 大賀俊二
- アシスタントプロデューサー - 伊藤響
- 制作担当 - 松本真
- 制作協力 - スタジオ ジュニオ
- 製作 - 日本テレビ、松竹富士、東京ムービー新社、フレーベル館

## 楽曲
オープニング・挿入歌『アンパンマンのマーチ』
劇中ではメロオケ版も使用された。
エンディング『勇気りんりん』
作詞：やなせたかし、作曲：三木たかし、編曲：大谷和夫、歌：ドリーミング
挿入歌
作詞：やなせたかし、作曲：いずみたく、編曲：近藤浩章
『生きてるパンをつくろう』
歌：増岡弘、佐久間レイ
『いくぞ！ ばいきんまん』
歌：中尾隆聖
1番と2番はばいきんまんがナンダ・ナンダー姫に自己紹介をするシーン、3番はメカを作るシーンで使用。劇中ではメロオケ版も使用された。
『ドキンドキンドキンちゃん』
『勇気の花がひらくとき』
歌：ドリーミング
『ずっこけ！ ばいきんまん』
前奏と後奏のみ使用。